# Haldensleber SC
Der Haldensleber SC ist ein Sportverein, der in der deutschen Stadt Haldensleben im Bundesland Sachsen-Anhalt beheimatet ist. Mit 420 Mitgliedern stellt der Fußball die größte Abteilung. Daneben bestehen Abteilungen für  Boxen, Gymnastik, Karate, Kegeln, Kraftsport, Leichtathletik, Rollsport, Schach, Tischtennis, Turnen, Tanzen und Wandern.

## Entwicklung des Vereins
Die Chronik des Haldensleber SC führt bis zum 15. Juni 1910 zurück, als in Neuhaldensleben der Sport-Club Viktoria 1910 gegründet wurde. Er begann mit Fußball, bis 1930 kamen nacheinander die Sportarten Leichtathletik, Schwimmen, Tennis und Handball hinzu. Zwischen 1922 und 1933 nannte sich der Verein VfL Neuhaldensleben. Nach dem Ende des Zweiten Weltkriegs wurde der Verein 1945 auf Betreiben der sowjetischen Besatzungsmacht aufgelöst. Anschließend führte die SG Haldensleben den Sportbetrieb weiter, bis sie 1948 von der Betriebssportgemeinschaft (BSG) des Bahnbetriebswerks der Deutschen Reichsbahn in Haldensleben übernommen wurde. Sie bot unter dem Namen BSG Lokomotive zahlreiche Sportarten an, wurde aber außer im Fußball überregional nicht bekannt.
Als die Reichsbahn nach der politischen Wende 1990 die finanzielle Unterstützung einstellte, wandelte sich BSG Lok in den eingetragenen Verein Haldensleber SV Lok/Viktoria um. Dieser fusionierte 1993 mit dem TSV 56 Haldensleben zum TSV Viktoria Haldensleben. Nach einer erneuten Fusion mit Eintracht Haldensleben entstand am 12. Juni 1998 der Haldensleber SC.

## Entwicklung des Fußballsports
Der SC Viktoria trat am 3. April 1919 dem Verband Mitteldeutscher Ballspiel-Vereine bei, ohne dass seine Fußballmannschaft überregional in Erscheinung trat. Die BSG Lok spielte ab 1950 in der viertklassigen Bezirksklasse, in der sie 1953 Meister wurde. Damit stieg die BSG in die Bezirksliga auf, in der sie bis 1957 vertreten war. Der dritte Platz 1957 berechtigte zum Aufstieg in die seit 1956 drittklassige II. DDR-Liga. In der dritten Liga spielte die BSG jedoch nur eine Saison lang, als Vorletzter stieg Lok sofort wieder ab. Anschließend gab es über viele Jahre einen Wechsel zwischen Bezirksliga und Bezirksklasse, in den Spielzeiten 1975/76 und 1976/77 wurde sogar in der fünftklassigen Kreisklasse gespielt. Das Ende des DDR-Fußballs erlebte die BSG Lok 1989/90 als 8. der Bezirksklasse.
Ligenübersicht bis 1990
- 1950–1953: Bezirksklasse, 4. Liga
- 1953–1957: Bezirksliga, 3./4. Liga
- 1958: II. DDR-Liga, 3. Liga
- 1959–1964: Bezirksliga, 4./3. Liga
- 1964–1967: Bezirksklasse, 4. Liga
- 1967–1968: Bezirksliga
- 1968–1969: Bezirksklasse
- 1969–1971: Bezirksliga
- 1971–1975: Bezirksklasse
- 1975–1977: Kreisklasse, 5. Liga
- 1977–1990: Bezirksklasse

Lediglich zu zwei Spielzeiten konnte sich die BSG Lok Haldensleben für den DDR-weiten Wettbewerb um den FDGB-Fußballpokal qualifizieren. 1954/55 reichte es für zwei Runden, das Aus kam mit 0:5 beim späteren DDR-Vizemeister SC Wismut Karl-Marx-Stadt. 1959 erreichte die BSG Lok die dritte Pokalrunde, in der sie beim Drittligisten Chemie Leuna mit 0:3 verlor.
Nach Einführung des DFB-Ligensystems in Ostdeutschland wurde der neugegründete SV Lok/Viktoria zur Saison 1990/91 in die sechstklassige Bezirksklasse Sachsen-Anhalt eingereiht, aus der der Verein 1992 in die Kreisliga abstieg. Er erkämpfte den sofortigen Wiederaufstieg und übergab zur Spielzeit 1993/94 seinen Startplatz in der Bezirksklasse an den TSV Viktoria. Dieser brauchte ebenfalls nur ein Jahr, um in die nun sechstklassige Landesliga aufzusteigen. 1998 übergab der TSV als Aufsteiger in die Verbandsliga den Staffelstab an den Haldensleber SC weiter. Der HSC behauptete sich zunächst bis 2003 in der höchsten Spielklasse Sachsen-Anhalts, um danach für fünf Spielzeiten in die Landesliga abzusteigen. Seit 2008 spielt der HSC wieder in der Verbandsliga, nunmehr die sechste Liga. In der Saison 2011/12 erreichte der Verbandsligist das Finale des Krombacher Pokals, unterlag jedoch mit 0:4 gegen den Halleschen FC. Ein Jahr später wurde das Team von Stephan Grabinski Landesmeister, musste jedoch auf den Aufstieg in die Oberliga verzichten.
Infolge der neu vorgestellten Leitlinien der Abteilung Fußball wird die Zusammenarbeit mit dem langjährigen Trainer Stephan Grabinski am 30. Juni 2013 beendet. Zur Saison 2013/14 übernahm Roland Zahn das Amt.
Ligenübersicht seit 1990
- 1990–1992: Bezirksklasse (HSV Lok-Viktoria)
- 1992–1993: Kreisliga
- 1993–1994: Bezirksklasse (TSV Viktoria)
- 1994–1998: Landesliga, 6. Liga
- 1998–2003: Verbandsliga, 5. Liga (HSC)
- 2003–2008: Landesliga, 6. Liga
- seit 2008: Verbandsliga, 6. Liga

## Bilanz
| Saison  | Ligastaffel     | Spiele | S  | U  | N  | Tore  | + / - | Punkte | Platz | Anmerkung             |
| ------- | --------------- | ------ | -- | -- | -- | ----- | ----- | ------ | ----- | --------------------- |
| 1998/99 | Verbandsliga    | 34     | 14 | 10 | 10 | 52:35 | +17   | 0052   | 06.   | –                     |
| 1999/00 | Verbandsliga    | 34     | 20 | 09 | 05 | 66:27 | +39   | 0069   | 02.   | –                     |
| 2000/01 | Verbandsliga    | 32     | 14 | 08 | 10 | 53:39 | +14   | 0050   | 07.   | –                     |
| 2001/02 | Verbandsliga    | 34     | 12 | 09 | 13 | 54:47 | 0+7   | 0045   | 11.   | –                     |
| 2002/03 | Verbandsliga    | 32     | 06 | 09 | 17 | 38:61 | −23   | 0027   | 15.   | Abstieg               |
| 2003/04 | Landesliga Nord | 30     | 16 | 03 | 11 | 58:47 | +11   | 0051   | 05.   | –                     |
| 2004/05 | Landesliga Nord | 30     | 19 | 05 | 06 | 65:29 | +36   | 0062   | 02.   | –                     |
| 2005/06 | Landesliga Nord | 30     | 18 | 08 | 04 | 74:28 | +46   | 0062   | 03.   | –                     |
| 2006/07 | Landesliga Nord | 28     | 19 | 05 | 04 | 78:26 | +52   | 0062   | 02.   | –                     |
| 2007/08 | Landesliga Nord | 24     | 15 | 06 | 03 | 57:22 | +35   | 0051   | 01.   | Aufstieg              |
| 2008/09 | Verbandsliga    | 28     | 14 | 06 | 08 | 40:31 | 0+9   | 0048   | 04.   | –                     |
| 2009/10 | Verbandsliga    | 32     | 18 | 04 | 10 | 52:45 | 0+7   | 0058   | 04.   | –                     |
| 2010/11 | Verbandsliga    | 30     | 15 | 08 | 07 | 59:35 | +24   | 0053   | 05.   | –                     |
| 2011/12 | Verbandsliga    | 28     | 12 | 10 | 06 | 80:32 | +48   | 0046   | 06.   | –                     |
| 2012/13 | Verbandsliga    | 28     | 21 | 04 | 03 | 64:13 | +51   | 0067   | 01.   | Landesmeisterschaft   |
| 2013/14 | Verbandsliga    | 26     | 09 | 08 | 09 | 38:34 | 0+4   | 0035   | 09.   | –                     |
| 2014/15 | Verbandsliga    | 30     | 12 | 06 | 12 | 40:37 | 0+3   | 0042   | 08.   | –                     |
| 2015/16 | Verbandsliga    | 30     | 15 | 10 | 05 | 58:25 | +33   | 0055   | 04.   | –                     |
| 2016/17 | Verbandsliga    | 30     | 11 | 08 | 11 | 58:52 | 0+6   | 0041   | 08.   | –                     |
| 2017/18 | Verbandsliga    | 30     | 10 | 05 | 15 | 31:64 | −33   | 0035   | 11.   | –                     |
| 2018/19 | Verbandsliga    | 30     | 12 | 07 | 11 | 40:33 | 0+7   | 0043   | 08.   | –                     |
| 2019/20 | Verbandsliga    | 20     | 08 | 05 | 07 | 27:24 | 0+3   | 0029   | 08.   | Landespokalhalbfinale |
| 2020/21 | Verbandsliga    | 09     | 04 | 02 | 03 | 12:10 | 0+2   | 0014   | 07.   | –                     |
| 2021/22 | Verbandsliga    | 32     | 13 | 08 | 11 | 50:48 | 0+2   | 0047   | 06.   | Quali. - Meisterrunde |

## Sportstätten
Den Fußballspielern und Leichtathleten steht das Waldstadion zur Verfügung. Es wurde 2001 mit Rasenplatz und Leichtathletikanlagen eröffnet und fasst 7000 Zuschauer. Eine überdachte Tribüne bietet 500 Sitzplätze. Daneben wird der 1500 Zuschauer fassende Sportplatz an der Friedrich-Ludwig-Jahn-Allee genutzt. Die Hallensportarten werden neben kleineren Schulsporthallen in der 1997 erbauten 1200 m² großen Ohrelandhalle ausgetragen, die über 300 Tribünen-Sitzplätze verfügt.

## Personen von besonderer Bedeutung
- Peter Heuer, DDR-Oberliga-Fußballspieler beim 1. FC Magdeburg bis 1966, er beendete seine Laufbahn bei der BSG Lok
- Jörg Ohm, begann seine Karriere als Fußballspieler bei der BSG Lok, danach in der DDR-Oberliga für Chemie Leipzig und den 1. FC Magdeburg
- Kevin Schlitte, von 1989 bis 2002 Fußballspieler bei Lok und den Nachfolgevereinen, danach bei verschiedenen Vereinen in der 2. Bundesliga
- Erich Tschöp, Nachwuchsspieler bei der BSG Lok bis 1955, danach Erstligaspieler in Rostock und bei Bayern München